# تیم کلارک
تیم کلارک (انگلیسی: Tim Clark) (زاده ۱۹۴۹) کارآفرین، اقتصاددان و مدیر ارشد اجرایی بریتانیایی است، که در حال حاضر به‌عنوان مدیر عامل اجرایی شرکت هواپیمایی امارات فعالیت می‌نماید. وی در سال ۱۹۷۵ به شرکت بحرینی گلف ایر پیوست. کلارک در فاصله سال‌های ۱۹۹۸ تا ۲۰۰۸ مدیرعامل شرکت سریلانکان ایرلاینز بود و از سال ۲۰۰۸ نیز مدیرعامل شرکت هواپیمایی امارات را برعهده دارد.